# Sailing (0805)
Pour les articles homonymes, voir Sailing.
Singles de Girls' Generation
You Think
(2015) Holiday
(2017)
Sailing (0805) est une chanson chantée par le groupe sud-coréen Girls' Generation pour leur 9e anniversaire. La chanson a été publiée en ligne le 5 août 2016 par la SM Entertainment à travers son projet nommé la SM Station.

## Divers
Le titre coréen de cette chanson est "그 여름 (0805)" qui signifie « Cet été-là » en référence à l'été où le groupe a débuté.
C'est la 26e piste sortie à travers la SM Station qui est un projet consistant à sortir une chanson par semaine durant une année et favorisant les collaborations ou des genres encore peu exploités par la SM Entertainment. 
La chanson a été écrite par Sooyoung. Cette piste sera incluse dans l'album finale de la première saison de la SM Station. 

## Clip vidéo
Le clip vidéo mis en ligne le même jour que la sortie du single représente les différents concepts explorés par le groupe à travers ses neuf années de carrière, en utilisant des symboles, des couleurs ou des fonds en références aux principaux concepts. La transition entre ces images se fait en suivant une bouteille flottant sur une rivière.
| Titre                                        | Symbole(s)                        |
| -------------------------------------------- | --------------------------------- |
| Into the New World                           | Avion                             |
| Girls' Generation (album, 2007) et Baby Baby | Bandes rouges                     |
| Kissing You                                  | Bonbons                           |
| Gee                                          | Chapeau bleu et couleurs vives    |
| Tell Me Your Wish (Genie)                    | Fond avec cœurs                   |
| Oh!                                          | Ballon/cage de football américain |
| Run Devil Run                                | Couleur noir                      |
| Hoot                                         | Design rétro                      |
| The Boys                                     | Diamant et colombe                |
| I Got a Boy                                  | Diamant de couleurs               |
| Mr.Mr.                                       | Matériaux médicaux roses          |
| Party                                        | Flamant rose                      |
| Lion Heart                                   | Lion                              |

## Classements
| Chart (2016)           | Meilleure position |
| ---------------------- | ------------------ |
| Corée du Sud (Gaon)    | 13                 |
| États-Unis (Billboard) | 6                  |